# Black Rebel Motorcycle Club
I Black Rebel Motorcycle Club (anche abbreviati in BRMC) sono un gruppo alternative rock americano, formatosi a San Francisco.

## Storia
Robert Turner e Peter Hayes si incontrano sui banchi di scuola a San Francisco nel 1995. Tra i due nasce subito una solida amicizia fondata soprattutto sull'amore che entrambi nutrono per la musica di alcune band dei primi anni '90, come i Ride e gli The Stone Roses, ma anche per i Jesus & Mary Chain e My Bloody Valentine. Robert e Peter cominciano a suonare con gruppi diversi dove potevano sfogare la loro passione per il noise e lo shoegaze. Peter Hayes è stato chitarrista dei Brian Jonestown Massacre (BJM), con i quali appare fa esperienza di concerti abbandonando però il tour a metà, come mostra il film-documentario "Dig!" (1998) incentrato sul rapporto di amicizia e rivalità tra i BJM e i Dandy Warhols. Tornato in California, Hayes comincia a lavorare con Turner e nel 1998 incontrano il batterista inglese Nick Jago, di Devon, Inghilterra, che si era trasferito in California con i genitori per studiare alla Winchester School of Art. Dopo le prime prove con il nome The Elements, scoprono un'altra band con lo stesso nome e decidono di mutare la loro ragione sociale in "Black Rebel Motorcycle Club", prendendo spunto dalla banda di motociclisti di Marlon Brando nel film del 1953 "Il Selvaggio". Nel frattempo la band lascia San Francisco per stabilirsi a Los Angeles.
La loro prima demo - composta da ben sedici canzoni - sarà acclamata soprattutto in Inghilterra, dove ha venduto circa cinquecento copie, grazie anche alla pubblicità di Noel Gallagher degli Oasis e della rivista Mojo. Questo movimento attorno alla band spinge la Virgin Records ad offrir loro un contratto che la band accetta non senza alcune perplessità che porteranno, nel 2004 alla rottura dell'accordo.
Terminato un breve tour con i Dandy Warhols registrano l'album d'esordio omonimo che esce nel 2001. Il singolo Whatever Happened To My Rock N' Roll finisce nelle programmazioni di radio e televisioni, mettendo la band nell'enorme calderone del r'n'r revival, un movimento montato ad hoc dalla stampa internazionale in cui si mettono assieme formazioni dalla differente esperienza artistica come BRMC, Strokes e White Stripes. La musica del terzetto è una forma ibrida di noise, shoegaze, psichedelia e rock n'roll che fa nascere paragoni ingombranti con i Jesus & Mary Chain.
Il secondo album, Take Them On, On Your Own (registrato con il produttore Rik Simpson, lo stesso dei Coldplay e dei Kasabian), realizzato nel corso del primo tour ufficiale, esce nel 2003 e accentua maggiormente i rock'n'roll più tirati, rispetto agli episodi di psichedelia sognante dell'esordio. Nell'album compaiono numerose canzoni, come "Generation" e "US Government", che sono una critica esplicita al governo statunitense. La critica continua con il parallelo - male accolto dagli interessati - BRMC-Jesus & Mary Chain, ma il pubblico non sembra interessato all'articolo, facendo passare il disco in secondo piano e spingendo la casa discografica e il gruppo a scindere il loro rapporto commerciale.
Been in questi primi due album usa lo pseudonimo di "Robert Turner" per non essere collegato al padre Michael Been dei The Call. Ma successivamente, con la promozione dell'album "Howl" Robert decide di utilizzare il suo vero nome e il padre andrà in tour con i B.R.M.C. come parte dello staff di tecnici del suono.
I problemi con il batterista Nick Jago diventano pubblici nel 2003 all'NME Awards in cui Jago, mentre ritirava il premio, rimase fermo sul palco per nove minuti, completamente in silenzio.

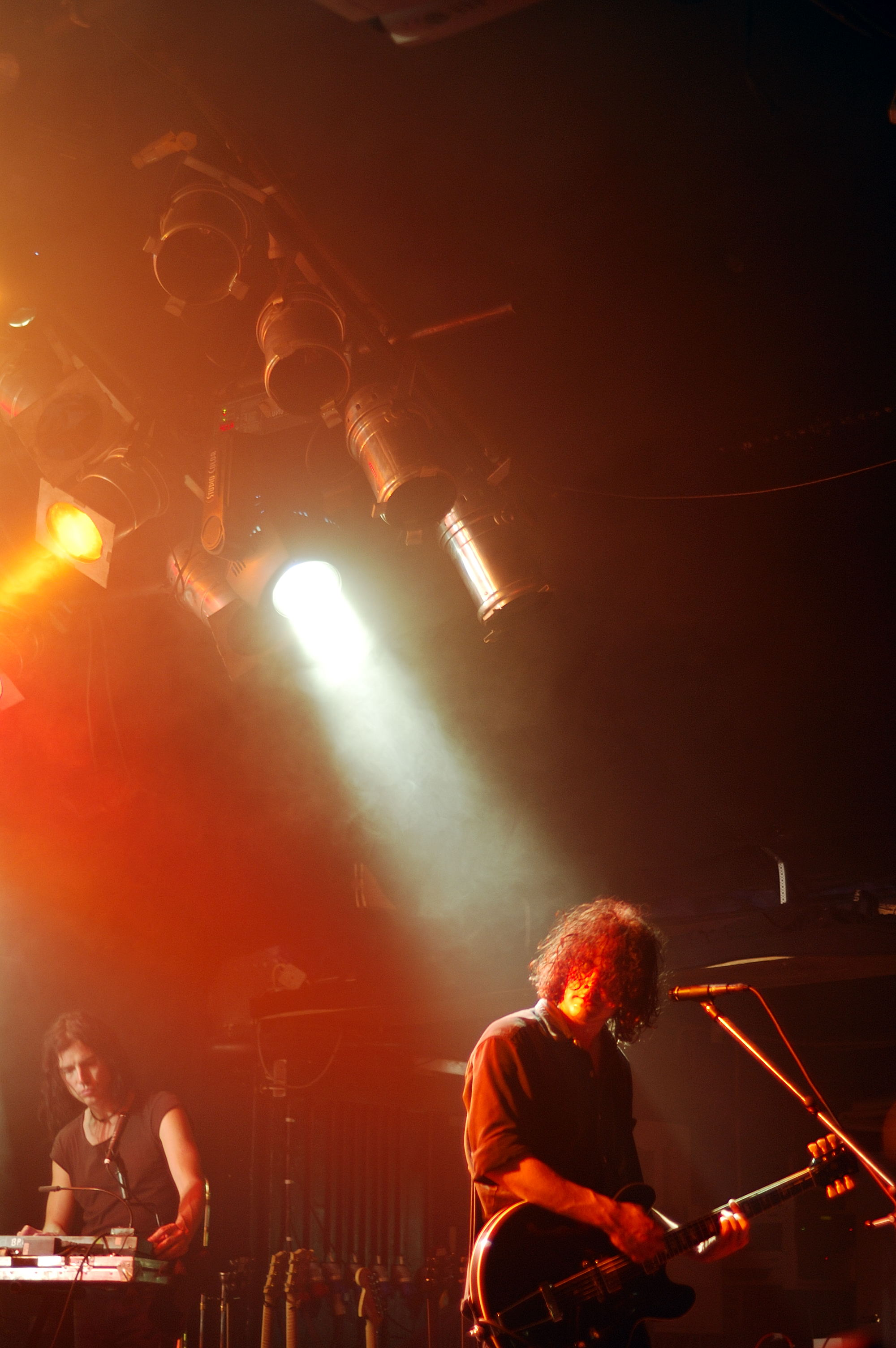
BRMC a Malmö nel 2005

Tra il 2004 e il 2006 Nick Jago oscilla pericolosamente dentro e fuori la band per ragioni di varia natura (dalle incomprensioni con gli altri membri alla scadenza del permesso di soggiorno negli USA) mentre Peter Hayes e Robert Levon Been cominciano a esibirsi anche in duo per spettacoli acustici e registrano, in condizione di libertà assoluta, il materiale che sarà pubblicato sul terzo album: vedranno la luce tredici canzoni, di cui cinque senza batteria, e delle restanti otto Nick Jago suona solo in sei (le altre due tracce sono incise con il batterista Paul Cobb). Privi di ogni esigenza contrattuale, i BRMC si spostano verso traiettorie folk, scoprendo la letteratura beat, il blues, lo stomp. Howl (2005, il titolo è ispirato dall'omonima poesia di Allen Ginsberg), risulta così un disco diversissimo, una rivoluzione che sposta l'indice del suono dal rumore puro degli esordi ad una canzone acustica più criptica ed ermetica, che non disdegna la velocità ma non si sposta dai dettami folk che la contraddistinguono. È stata la label indipendente britannica Echo a mettere sotto contratto la band dopo aver ascoltato il disco, pubblicandolo così com'è stato registrato in origine.
Nel 2006 la band pubblica, in edizione limitata reperibile solo sul sito ufficiale, l'EP "Howl sessions" contenente altre sei canzoni provenienti dalle stesse registrazioni dell'ultimo disco.
Il 30 aprile 2007 i BRMC pubblicano il loro quarto album dal titolo Baby 81, pubblicando in anteprima gran parte delle canzoni sulla loro pagina MySpace.
Nel 2009 esce un DVD live, registrato a Dublino, Glasgow e Berlino nonché testimonianza del 'Baby 81 world tour'. Nello stesso anno i BRMC si segnalano al cinema, dove la loro "Done all wrong" compare nella colonna sonora di Twilight.
Con l'abbandono del gruppo da parte del batterista Nick Jago, subentra l'energica Leah Shapiro, ex membro della band danese The Raveonettes. Così i BRMC rientrano in scena, e nel 2010 pubblicano l'album Beat the Devil's Tattoo, un puro concentrato di Rock N' Roll con sfumature garage. Anche qui non mancano due tracce acustiche del chitarrista Peter Hayes, che rompono l'atmosfera cupa delle tracce iniziali. Il sound di Beat the Devil's Tattoo viene da ovunque e da nessuna parte, disegna una mappa e si imbarca in un viaggio sonoro attraverso la musica americana.
Per sei mesi, Hayes, Been e la nuova batterista Leah Shapiro, si sono rintanati in uno studio-scantinato, durante uno degli inverni più freddi della storia recente. In questa casa fuori di Philadelphia- Howl è stato scritto nello stesso luogo - hanno costruito il loro primo album da nuova band. "Era come essere in famiglia, vivere insieme e lavorare molto da vicino in quel modo," Been dichiara. "Qualcosa è successo a noi là fuori, però, non sono sicuro se abbiamo battuto di nuovo i nostri demoni, o se semplicemente abbiamo permesso che ci prendessero completamente Ma i giorni strani sono fatti per tempi strani ".
Beat the Davil's Tatoo si muove con un'energia sessuale grezza che deriva dalla fusione dei loro precedenti quattro dischi, e forgia uno stile che li abbraccia tutti.
Il 9 gennaio del 2013 la band ha annunciato via Facebook il nome del loro settimo album chiamato Specter at the Feast, rilasciato in Europa il successivamente 18 marzo e il giorno seguente negli Stati Uniti e in Canada.
Il primo singolo dei gruppo estratto dall'album è una cover di "Let the Day Begin" dei The Call del 1989, disponibile tramite download gratuito sul loro sito ufficiale. La band ha anche rilasciato gratuitamente l'EP "Let the Day Begin", che consiste nella traccia singola e nell'album "Returning", anch'essa resa disponibile per lo streaming sul sito ufficiale.
Il 2 ottobre 2014, la band ha annunciato di essere in studio di registrazione per un album live e un DVD registrati a Parigi durante lo Spectre at the Feast tour.
Dopo un periodo di pausa della band causato dai problemi di salute della batterista Leah Shapiro e della depressione di Levon Been che li costrinse anche ad annullare il tour Specter at the Firs del 2014, i Black Rebel Motorcycle Club tornarono a farsi sentire nel maggio 2017 annunciando un nuovo album in studio da pubblicare nell'autunno del 2017. Il 12 settembre 2017, hanno annunciato che l'album Wrong Creatures uscirà il 12 gennaio 2018. L'annuncio è stato accompagnato dall'uscita della prima traccia, "Little Thing Gone Wild"

## Formazione

### Formazione attuale
- Peter Hayes - voce, chitarra, basso, armonica, tastiere, autoharp, harmonium (1998-presente)
- Robert Levon Been - voce, chitarra, tastiere, basso (1998-presente)
- Leah Shapiro - batteria (2008-presente)

### Ex componenti
- Nick Jago - batteria (1998-2004, 2005-2008)
- Peter Salisbury - batteria (2004)

## Discografia

### Album in studio
- 2001 - Black Rebel Motorcycle Club (Virgin Records)
- 2003 - Take Them On, On Your Own (Virgin Records)
- 2005 - Howl (RCA Records)
- 2007 - Baby 81 (RCA Records)
- 2008 - The Effects of 333 (Abstract Dragon)
- 2010 - Beat the Devil's Tattoo (Abstract Dragon)
- 2013 - Specter at the Feast
- 2018 - Wrong Creatures

### EP
- 2001 - Screaming Gun (Virgin / Abstract Dragon
- 2005 - Howl Sessions Ep (RCA
- 2007 - American X: Baby 81 Sessions Ep (RCA / RED Distribution)

### Singoli
- 2001 - Red Eyes And Tears (Virgin Records / Abstract Dragon)
- 2001 - Rifles (Virgin Records / Abstract Dragon)
- 2001 - Whatever Happened To My Rock 'N' Roll (Virgin Records / Abstract Dragon)
- 2002 - Love Burns (Virgin Records / Abstract Dragon)
- 2002 - Spread Your Love (Virgin Records / Abstract Dragon)
- 2003 - Stop (Virgin Records / Abstract Dragon)
- 2003 - We're All In Love (Virgin Records / Abstract Dragon)
- 2005 - Ain't No Easy Way (Echo / Abstract Dragon)
- 2005 - Weight Of The World (Echo / Abstract Dragon)
- 2007 - Weapon Of Choice (Island Records / Abstract Dragon)
- 2007 - Berlin (Island Records / Abstract Dragon)